# ABBA The Museum
ABBA The Museum (Abba, il museo dall'inglese) è un museo dedicato al gruppo musicale svedese degli ABBA, con sede a Stoccolma. È stato aperto il 7 maggio 2013.

## Storia
L'11 novembre 2006, la coppia imprenditoriale Ewa Wigenheim-Westman e Ulf Westman hanno annunciato che avrebbero creato un museo sulla storia degli ABBA. Hanno avuto l'idea dopo aver visitato il Beatles Museum di Liverpool, in Inghilterra. I Westman impiegarono due anni per convincere i membri degli ABBA che il museo sarebbe stata una buona idea.
Il 22 maggio 2007, i fondatori hanno annunciato di aver scelto il luogo in cui sarebbe stato costruito il museo: molto vicino al parco divertimenti Gröna Lund, un magazzino abbandonato è stato rinnovato per diventare un museo all'avanguardia della tecnologia.

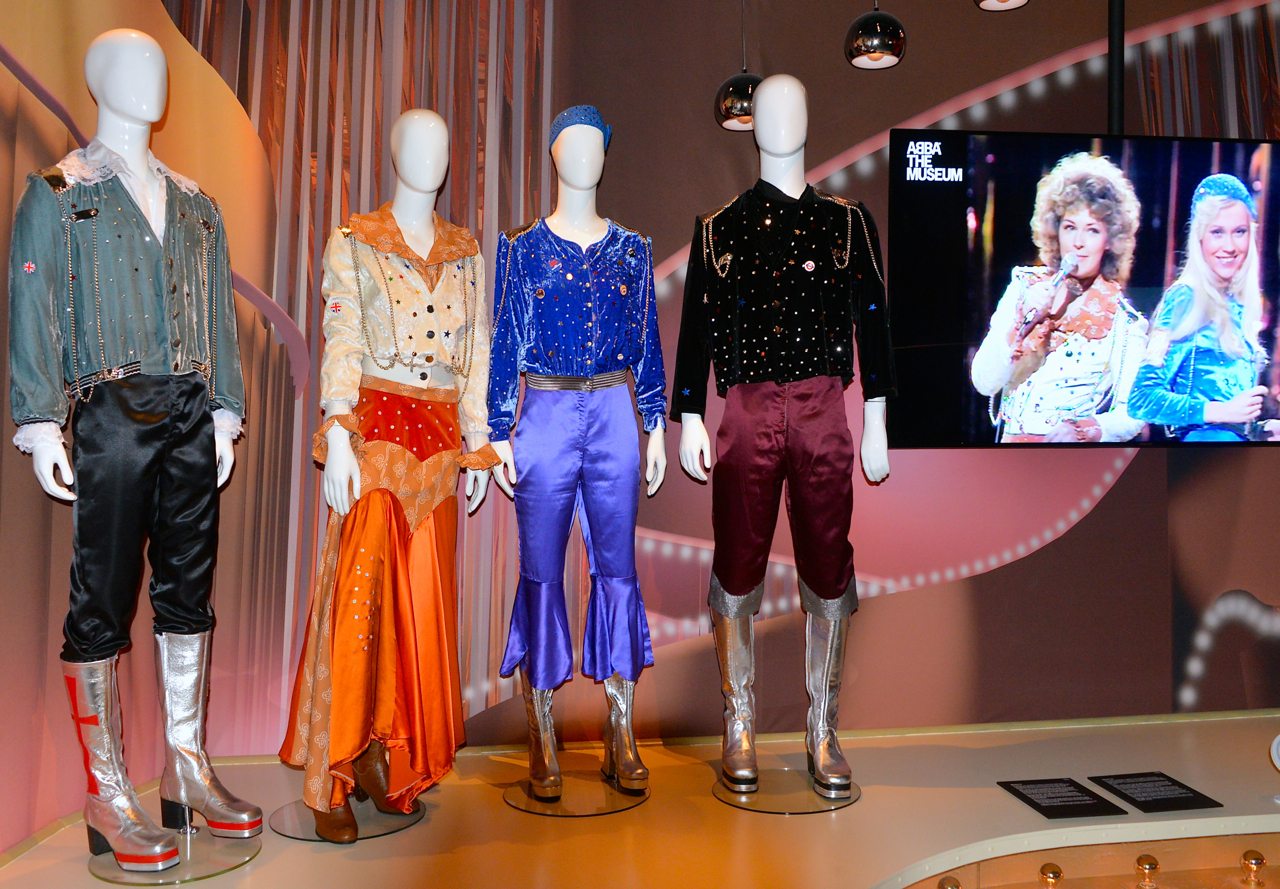
Costumi originali indossati dalla band nel 1974 per l'Eurovision Song Contest, quando vinsero con la canzone Waterloo; a destra, il filmato della performance

Il museo è stato aperto il 7 maggio 2013.